# Actinodaphne cuneata
Actinodaphne cuneata là loài thực vật có hoa trong họ Nguyệt quế. Loài này được (Blume) Boerl. miêu tả khoa học đầu tiên năm 1900.